# Diamond Head (zespół muzyczny)
Diamond Head – brytyjska grupa muzyczna wykonująca heavy metal, jest to jeden z najważniejszych przedstawicieli nurtu New Wave of British Heavy Metal. Powstała 1977 roku w angielskim mieście Stourbridge z inicjatywy szkolnych przyjaciół wokalisty Seana Harrisa i gitarzysty Briana Tatlera.
Pierwsze nagrania grup zarejestrowano już w 1977 i 1979 roku które ukazały się na niezatytułowanych kasetach demo. Nagrania charakteryzowały się dużym potencjałem dzięki temu wzbudziły zainteresowanie ówczesnych promotorów trasy koncertowej AC/DC i Iron Maiden.
Niedługo potem grupa podpisała kontrakt płytowy z wytwórnią Happy Face nakładem której ukazał się jej debiutancki album zatytułowany Lightning To The Nations. Do 1985 roku grupa funkcjonowała regularnie kiedy to zakończyła działalność z trzema zrealizowanymi albumami studyjnymi (Lightning To The Nations, Borrowed Time i Canterbury).
Reaktywowana w 1991 przetrwała kolejne trzy (do 1994) by mogła zrealizować wydany w 1993 roku album Death And Progress. Ponownie reaktywowana w 2002 roku nagrała swój piąty wydany w 2005 roku studyjny album pt. All Will Be Revealed. Latem 2007 roku grupa wydała kolejny studyjny album pt. What's In Your Head.

## Muzycy
| Obecny skład zespołu - Brian Tatler – gitara prowadząca, gitara rytmiczna, wokal wspierający (1976–1985, 1991–1994, od 2000) - Dean Ashton (od 2016) - Karl Wilcox – perkusja (1991–1994, od 2002) - Andy "Abbz" Abberley – gitara rytmiczna (od 2006) - Rasmus Bom Anderson – wokal prowadzący (od 2014) |  | Byli członkowie zespołu - Duncan Scott – perkusja (1976–1983) - Sean Harris – wokal prowadzący (1976–1985, 1990–1994, 2000–2004) - Colin Kimberley – gitara basowa, wokal wspierający (1978–1983) - Mervyn Goldsworthy – gitara basowa (1983-1985) - Robbie France (zmarły) – perkusja (1983–1985) - Josh Phillips – instrumenty klawiszowe (1983–1984) - Dave Williamson – gitara basowa (1976-1977) - Pete Vuckovic – gitara basowa (1992–1994) - Floyd Brennan – gitara rytmiczna (2000–2002) - Adrian Mills – gitara rytmiczna (2003–2006) - Nick Tart – wokal prowadzący (2004–2014) - Eddie Moohan – gitara basowa (1991–1992, 2002–2016) |

## Dyskografia

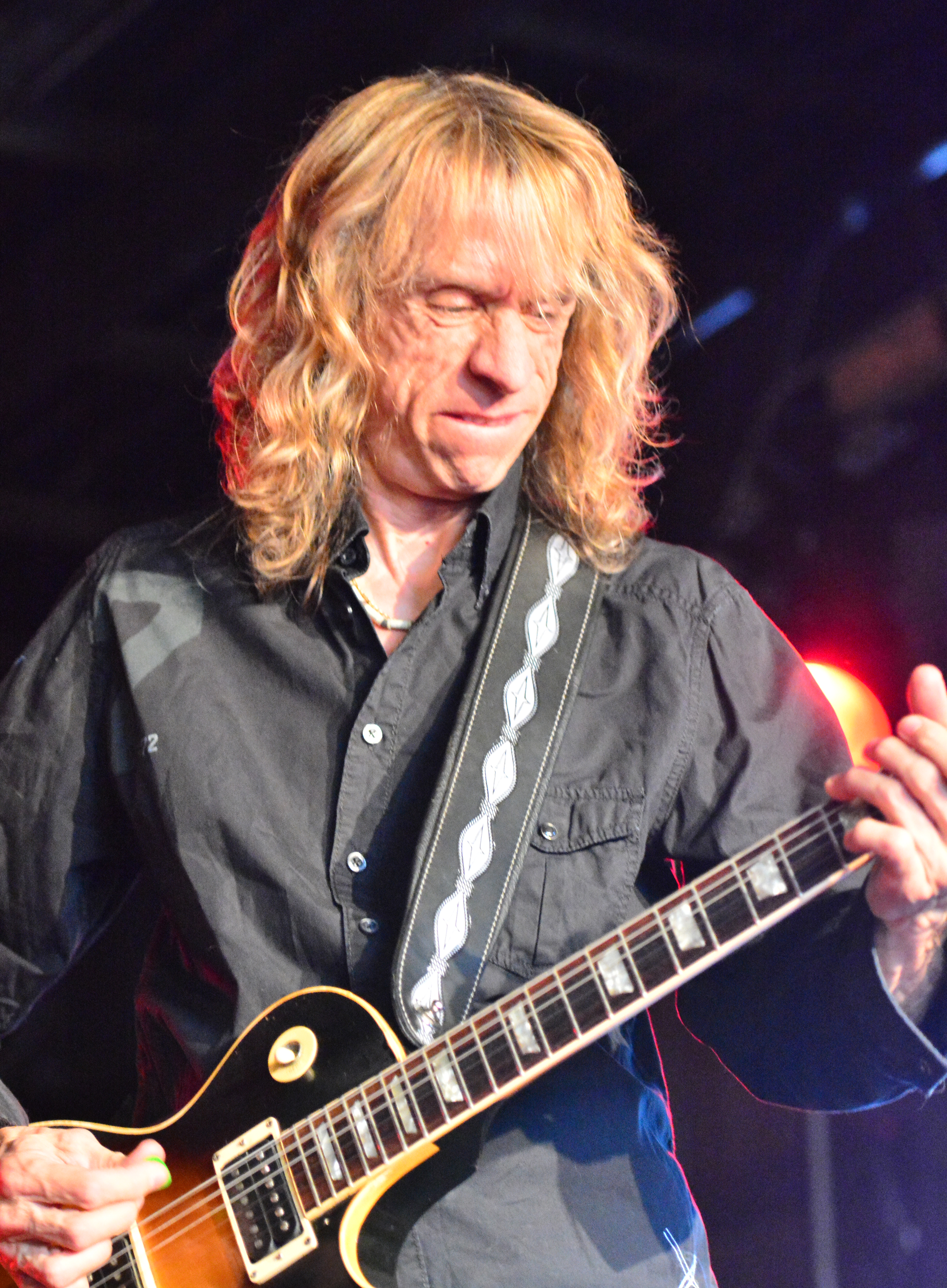
Brian Tatler, 2014

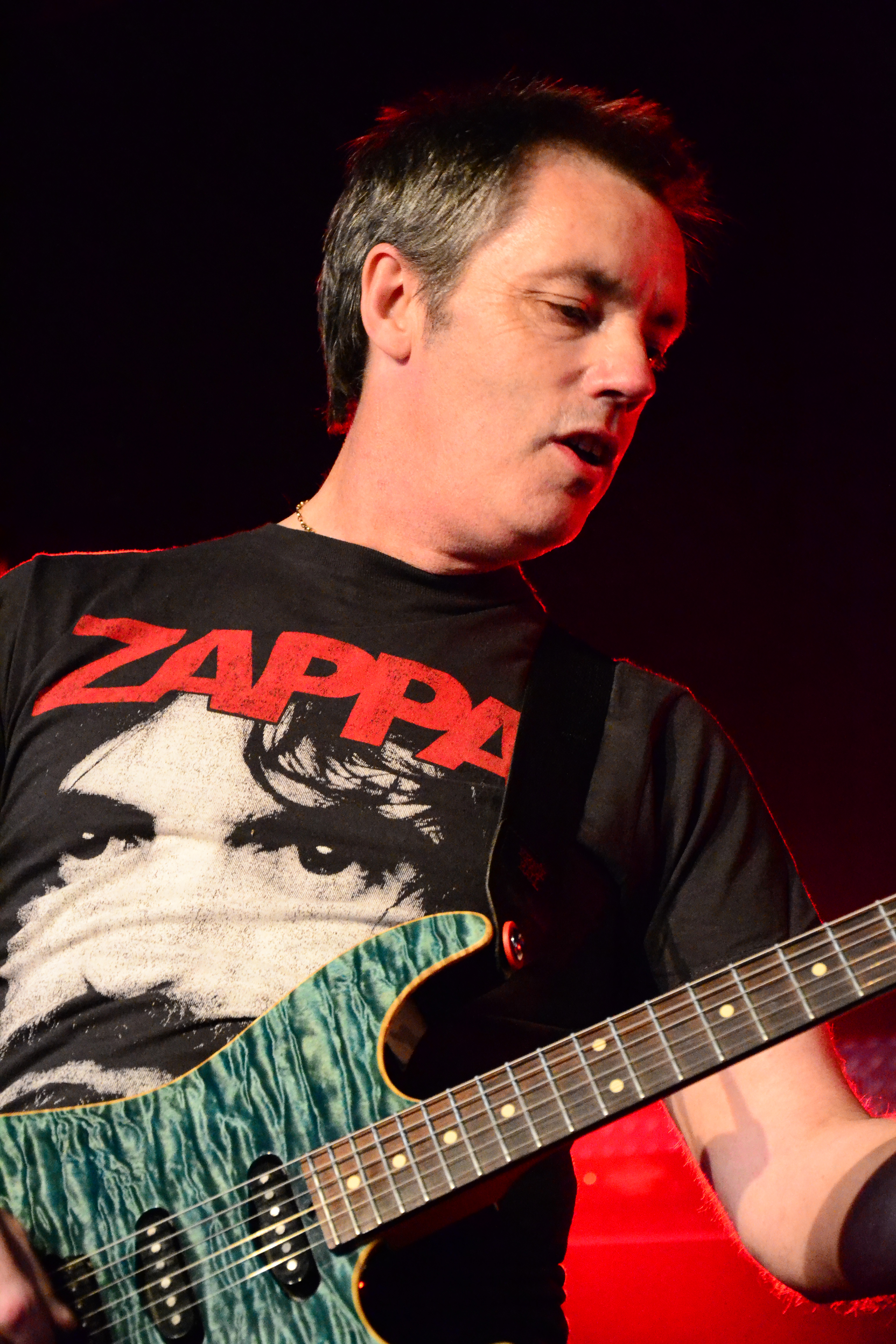
Adrian Mills, 2014

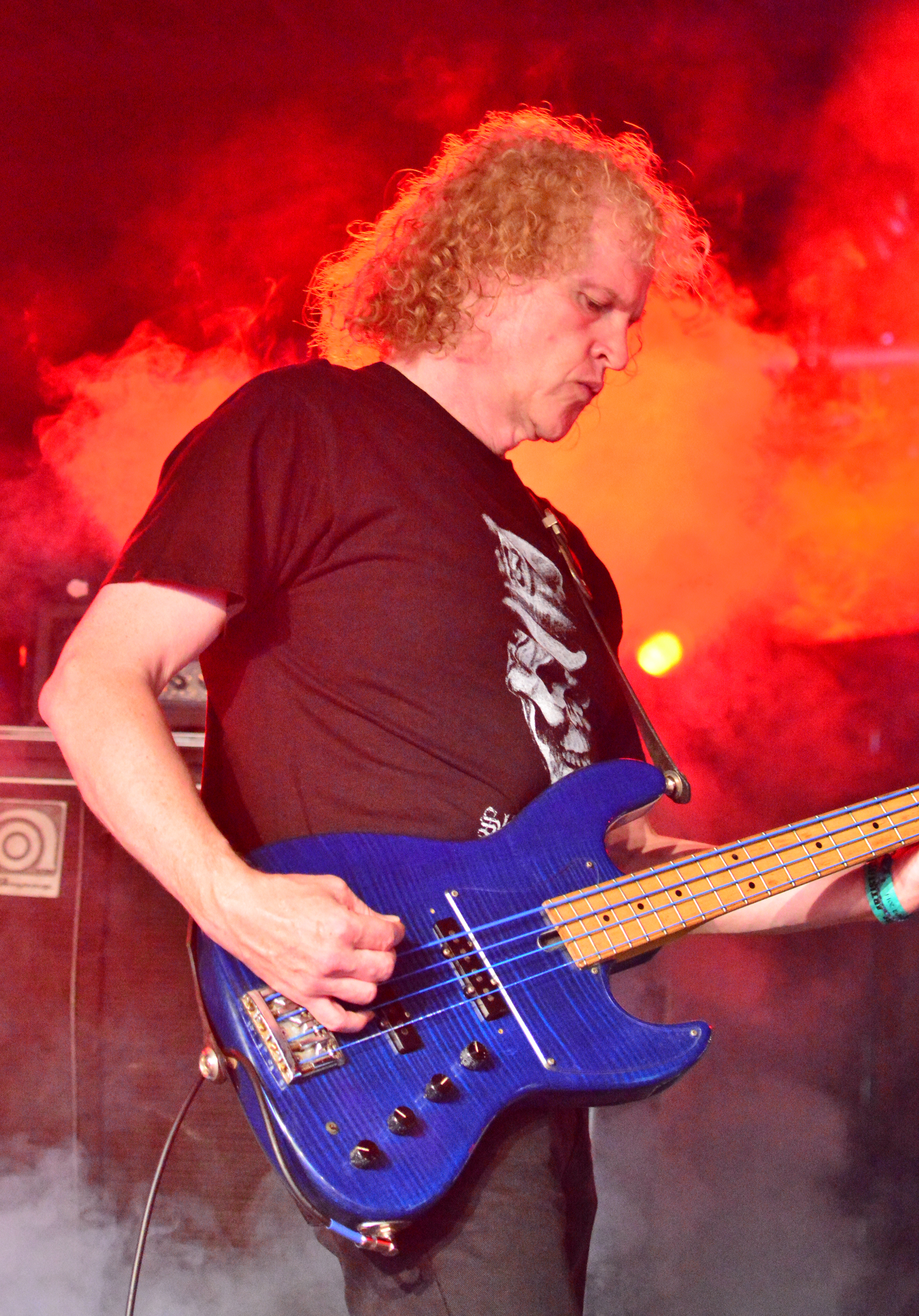
Eddie Moohan, 2014

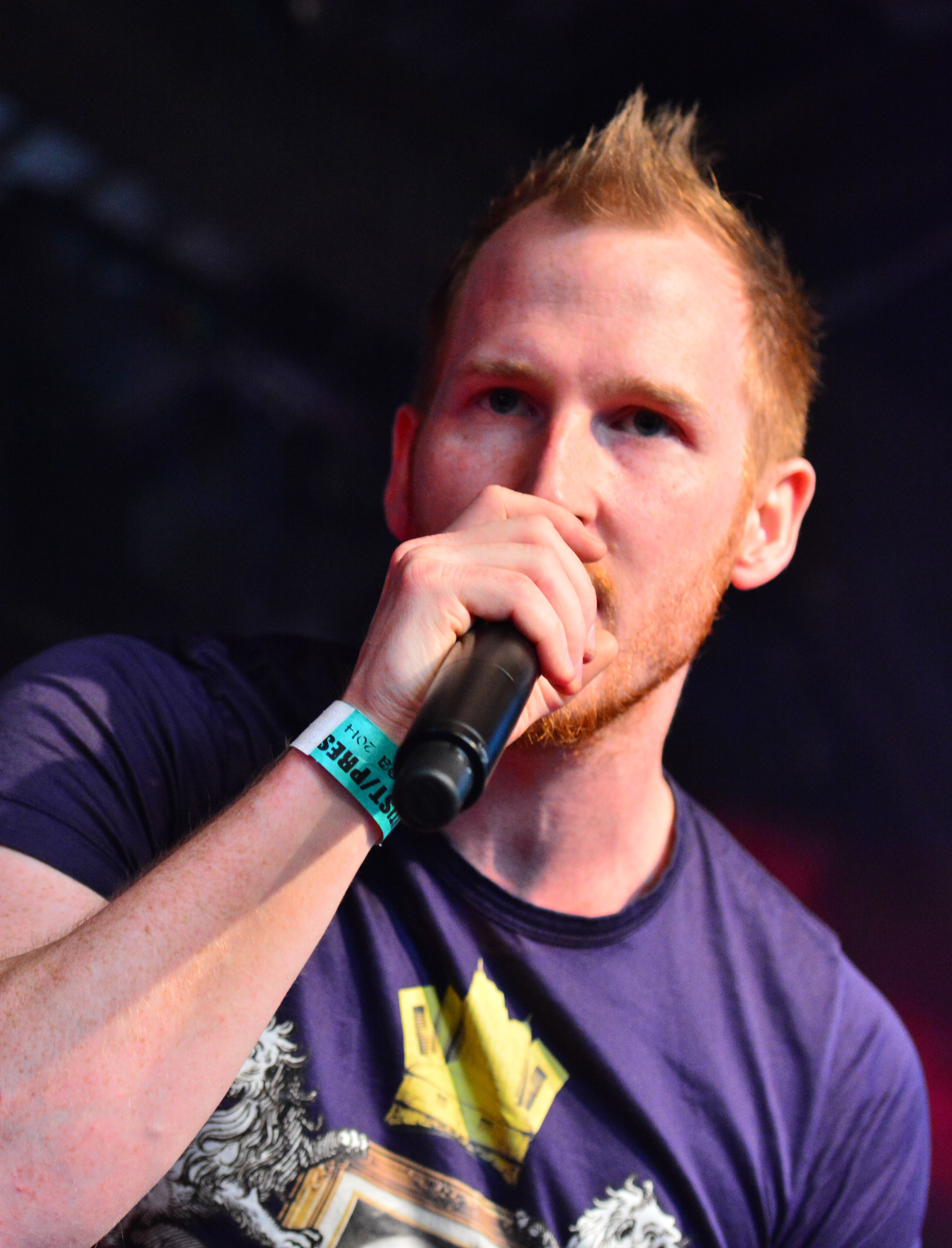
Nick Tart, 2014

Albumy
| Lightning to the Nations    | - Data: 3 października 1980 - Wydawca: Happy Face Records | —  |
| Borrowed Time               | - Data: 12 marca 1982 - Wydawca: MCA Records              | 24 |
| Canterbury                  | - Data: 1983 - Wydawca: MCA Records                       | 32 |
| Death And Progress          | - Data: 24 czerwca 1993 - Wydawca: Essential Records      | —  |
| All Will Be Revealed        | - Data: 31 października 2005 - Wydawca: wydanie własne    | —  |
| What's In Your Head         | - Data: 30 lipca 2007 - Wydawca: Cargo Records            | —  |
| Diamond Head                | - Data: 11 marca 2016 - Wydawca: wydanie własne           | —  |
| "—" album nie był notowany. |                                                           |    |

Kompilacje
| Helpless                                | - Data: 1996 - Wydawca: Masonic                           | —  |
| To Heaven from Hell                     | - Data: 1996 - Wydawca: Institute of Art Records          | —  |
| The Best of Diamond Head                | - Data: 1999 - Wydawca: Half Moon                         | —  |
| Diamond Nights                          | - Data: 21 listopada 2000 - Wydawca: Metal Blade Records  | —  |
| Am I Evil? - The Diamond Head Anthology | - Data: 15 marca 2004 - Wydawca: Sanctuary Records        | —  |
| The MCA Years                           | - Data: 24 sierpnia 2009 - Wydawca: Universal Music Group | —  |
| Live at the BBC                         | - Data: 5 lipca 2010 - Wydawca: Universal Music Group     | —  |
| Am I Evil?: The Best Of                 | - Data: 20 maja 2013 - Wydawca: Spectrum Music            | 34 |
| "—" album nie był notowany.             |                                                           |    |

## Nagrody i wyróżnienia
| Rok  | Kategoria        | Tytułem      | Nagroda                         | Nota | Źródło |
| ---- | ---------------- | ------------ | ------------------------------- | ---- | ------ |
| 2011 | Spirit of Hammer | Diamond Head | Metal Hammer Golden Gods Awards | Laur | [ 20 ] |